# Apollo Sosianus tempel
Apollo Sosianus tempel (latin: Templum Apollinis Sosiani) var ett tempel, invigt åt Apollo på Marsfältet i Rom. Templet var beläget mellan Octavias portik och Marcellusteatern.

## Beskrivning
Det ursprungliga templet på denna plats uppfördes år 431 f.Kr. av konsuln Gaius Iulius Mento och invigdes åt Apollo Medicus; Mento hade två år tidigare avlagt ett löfte att uppföra templet efter en pestepidemi. Templet restaurerades år 353 f.Kr. samt år 179 f.Kr.
År 34 f.Kr. lät generalen och politikern Gaius Sosius bygga om templet, som bland annat fick två trappor. Det är efter denne Gaius Sosius som templet har fått sitt slutgiltiga namn.
Apollo Sosianus tempel hyste ett flertal statyer: bland annat Niobiderna, Apollo kitharoidos av Timarchides samt Apollo av Philiscos av Rhodos.

## Bilder
| - Templets entablement med frisens bukranier och lagerkvistar. - Detalj av templets fris. - Templets grundplan. |

| Plan över Campus Martius |
| --- |
| Tibern Navalia Circus Flaminius Marcellusteatern Diana- templet Pietas- templet Janustemplet Junos tempel Spestemplet Bellona- templet Apollo Sosianus tempel Jupiter Stators tempel Juno Reginas tempel Octavias portik Filippus portik Hercules Musarum- templet Octavius portik Balbus- teatern Crypta Balbi Porticus Minucia Nymfernas tempel Diribitorium Juturnas tempel Fortunas tempel Feronias tempel Lares Permarinis tempel Pompejus curia Pompejus portik Pompejusteatern Venus Victrix tempel Marstemplet Hercules Custos tempel Castors och Pollux tempel Pons Fabricius Tiberön Porticus Maximae Neptunus- templet Divorum Villa Publica Hecatostylon Fortuna Equestris tempel Statilius Taurus amfiteater |